# 阿夫盧區
34°06′50″N 2°05′50″E / 34.11389°N 2.09722°E

阿夫盧區（阿拉伯语：‎），是阿爾及利亞的行政區，位於該國中部，由艾格瓦特省負責管轄，首府設於阿夫盧，面積1,548平方公里，2008年人口113,197，人口密度每平方公里73人。